# Giải Mai Vàng 2017
Lễ trao giải Mai vàng lần thứ 23–2017 do báo Người lao động tổ chức đã diễn ra tại Nhà hát Thành phố Hồ Chí Minh vào lúc 20 giờ (UTC+7) ngày 18 tháng 1 năm 2018. Chương trình được dẫn bởi diễn viên Quý Bình và hoa hậu Phạm Hương, và được truyền hình trực tiếp trên kênh VTV9.

## Giải thưởng và đề cử
(Đề cử đoạt giải được in đậm)
| Nam ca sĩ nhạc nhẹ | Nữ ca sĩ nhạc nhẹ |
| --- | --- |
| - Noo Phước Thịnh – "Chạm khẽ tim anh một chút thôi" - Chi Dân – "1234" - Isaac – "Ta đã yêu chưa vậy" - Soobin Hoàng Sơn – "Xin đừng lặng im" - Sơn Tùng M-TP – "Lạc trôi"                                                                                    | - Vũ Cát Tường – "Buổi sáng bình thường" - Hồ Ngọc Hà – "Cả một trời thương nhớ" - Giang Hồng Ngọc – "Phận tơ tằm" - Đông Nhi – "Xin anh đừng" - Bảo Thy – "Là con gái phải xinh"                                                            |
| Top 10 nghệ sĩ của năm | Ca sĩ nhí |
| \| - Hồ Văn Cường - Chi Dân - Trường Giang - Ngô Kiến Huy - Võ Khánh Ngọc \| - Đông Nhi - Phi Nhung - Khả Như - Noo Phước Thịnh - Vũ Cát Tường \| | - Võ Khánh Ngọc – "Mẹ" - Phương Mỹ Chi – "Mây chiều" - Hồ Văn Cường – "Bỏ quê" - Dương Nghi Đình – "Bún riêu cua đồng" - Hà Quỳnh Như – "Về Hà Tĩnh người ơi"                                                                                |
| Ca sĩ dòng nhạc âm hưởng dân ca và truyền thống cách mạng | Nhóm hát |
| - Phi Nhung – "Bỏ quê" - Dương Hồng Loan – "Duyên phận" - Hà Vân – "Phiên chợ sông" | - P336 – "Đừng ngại ngùng" - LIME – "Baby Boo" - LipB – "Anh ơi, Anh à" - Monstar – "Và tôi hát" - Uni5 – "Xin hãy rời xa" |
| Nam diễn viên điện ảnh – truyền hình | Nữ diễn viên điện ảnh – truyền hình |
| - Ngô Kiến Huy – Cô gái đến từ hôm qua (vai Anh Thư) - Hoàng Dũng – Người phán xử (vai Phan Quân) - Hoài Linh – Dạ cổ hoài lang (vai ông Tư) - Kiều Minh Tuấn – Em chưa 18 (vai Hoàng) - Nhan Phúc Vinh – Tình kỹ nữ (vai Nguyễn)                              | - Minh Hằng – Sắc đẹp ngàn cân (vai Hà My) - Kaity Nguyễn – Em chưa 18 (vai Linh Đan) - Miu Lê – Cô gái đến từ hôm qua (vai Việt An) - Nabi Nhã Phương – Yêu đi, đừng sợ! (vai Phương) - Bích Trâm – Người ba mặt – Hồ sơ lửa (vai Song Nga) |
| Nam diễn viên sân khấu | Nữ diễn viên sân khấu |
| - Trường Giang – Giải độc đắc không đồng (vai ông Sáu) - Tuấn Dũng – Bí ẩn cafe 3D (vai Tú) - Võ Minh Lâm – Thích khách Tần Vương (vai Kinh Kha) - Thành Lộc – Ngôi nhà không có đàn ông (vai dì Ba Duyên) - Đoàn Thanh Tài – Hồi xưa biển ngọt (vai Sáu Thôn) | - Khả Như – Mẹ chồng rắc rối (vai bà Trần) - Thoại Mỹ – Duyên kiếp (vai Thu) - Diệu Nhi – Tình lá diêu bông (vai Năm) - Puka – Hồn anh xác em (vai Khánh Linh) - Tú Sương – Tình lá diêu bông (vai chị Hai)                                  |
| Người dẫn chương trình truyền hình | Diễn viên hài |
| - Cát Tường – Bạn muốn hẹn hò - Trường Giang – Ca sĩ giấu mặt - Ngô Kiến Huy – Thách thức danh hài - Quyền Linh – Bạn muốn hẹn hò - Trấn Thành – Người bí ẩn                                                                                                   | - Trường Giang – Bí mật đêm Chủ Nhật - Tuấn Dũng – Cười xuyên Việt - Việt Hương – Bí mật đêm Chủ Nhật - Hoài Linh – Ơn giời cậu đây rồi! - Diệu Nhi – Gia đình là số 1                                                                       |
| Phim điện ảnh – truyền hình | Video ca nhạc |
| - Yêu đi, đừng sợ! (điện ảnh) - Em chưa 18 (điện ảnh) - Lô tô (điện ảnh) - Người phán xử (truyền hình) - Sống chung với mẹ chồng (truyền hình) | - "Mẹ" – Võ Khánh Ngọc - "Bỏ quê" – Phi Nhung & Hồ Văn Cường - "Lạc trôi" – Sơn Tùng M-TP - "Sao chẳng thể vì em" – Đông Nhi - "Vài phút trước" – Vũ Cát Tường                                                                               |
| Vở diễn sân khấu | Chương trình truyền hình |
| - Mẹ chồng rắc rối (Sân khấu kịch Thế giới Trẻ) - Chúng ta thuộc về nhau (Sân khấu kịch Thế giới Trẻ) - Hồi xưa biển ngọt (Sân khấu kịch Hoàng Thái Thanh) - Ngôi nhà không có đàn ông (Sân khấu kịch Idecaf)                                                  | - Bạn muốn hẹn hò (HTV7) - Cười xuyên Việt (THVL) - Giọng hát Việt nhí (VTV3) - Hát mãi ước mơ (HTV7) - Sao nối ngôi nhí (THVL) |
| - Hồ Văn Cường - Chi Dân - Trường Giang - Ngô Kiến Huy - Võ Khánh Ngọc | - Đông Nhi - Phi Nhung - Khả Như - Noo Phước Thịnh - Vũ Cát Tường |

## Khách mời trao giải
| Thứ tự | Khách mời                   | Giải thưởng                                               |
| ------ | --------------------------- | --------------------------------------------------------- |
| 1      | Công Ninh, Cát Tường        | Nam/Nữ diễn viên sân khấu                                 |
| 2      | Quốc Thảo, Hồng Vân         | Diễn viên hài                                             |
| 3      | Quyền Linh, Hồng Ánh        | Nam/Nữ diễn viên điện ảnh – truyền hình                   |
| 4      | Noo Phước Thịnh, Đỗ Mỹ Linh | Người dẫn chương trình truyền hình                        |
| 5      | Nhóm MTV                    | Nhóm hát                                                  |
| 6      | Quang Linh, Cẩm Ly          | Ca sĩ dòng nhạc âm hưởng dân ca và truyền thống cách mạng |
| 7      | Hà Vân, Hà Thu              | Ca sĩ nhí                                                 |
| 8      | Hồng Nhung                  | Nam/Nữ ca sĩ nhạc nhẹ                                     |

## Trình diễn đặc biệt
| Thứ tự | Nghệ sĩ                                                                                   | Màn trình diễn |
| ------ | ----------------------------------------------------------------------------------------- | --- |
| 1      | Vũ đoàn Chuông Gió                                                                        | Múa dân gian đương đại "Mai Vàng tỏa sáng"                                                                                   |
| 2      | Noo Phước Thịnh                                                                           | "Những ngày xuân rực rỡ" (Sáng tác: Châu Đăng Khoa)                                                                          |
| 3      | NSƯT Trường Sơn, Thanh Thảo, Điền Trung, Ngọc Trinh                                       | "Xử án Thượng Dương hoàng hậu" (Tác giả: Hoàng Yến, Ngọc Vân, Thanh Tòng) (Trích đoạn trong vở cải lương "Câu thơ yên ngựa") |
| 4      | Đông Nhi                                                                                  | "Cô Ba Sài Gòn" (Sáng tác: Nguyễn Phúc Thiện, Only C) (Nhạc phim Cô Ba Sài Gòn)                                              |
| 4      | Jun Phạm                                                                                  | "Tân thời" (Sáng tác: Huỳnh Hiền Năng) (Nhạc phim Cô Ba Sài Gòn)                                                             |
| 5      | Nhóm P336                                                                                 | "Đừng ngại ngùng" (Sáng tác: Khắc Hưng)                                                                                      |
| 5      | Nhóm MTV                                                                                  | "Đừng nhìn bề ngoài" (Sáng tác: Anh Tuấn)                                                                                    |
| 6      | Hồ Nga, Mặt Trời Đỏ, NSƯT Anh Tấn, Thanh Lan, Hoàng Kim, Cao Bá Hưng, Bỉnh Khôi, Bảo Hiến | "Ra khơi" (Sáng tác: Trần Mạnh Hùng)                                                                                         |
| 7      | Hồng Nhung                                                                                | "Cây vĩ cầm" (Sáng tác: Lê Yến Hoa)                                                                                          |
| 8      | Nhóm Uni5                                                                                 | "Mùa xuân gọi" – "Tết đến thật rồi" (Sáng tác: Trần Tiến – Công Khanh)                                                       |